# La Gomera
La Gomera je s rozlohou 370 km² druhý nejmenší ostrov Kanárského souostroví. Počet obyvatel činí okolo 23 000. Ostrov byl v minulosti mnohem větší, ale erozí se zmenšil o více než polovinu. Nejvyšší bod Garajonay měří 1 484 m. Hlavním městem ostrova je San Sebastián de la Gomera.
Obyvatelé ostrova se mimo jiné domlouvali pískáním, které je částečně používané dodnes, dobrý pískač se za dobrých podmínek dorozumí na vzdálenost až 3–4 km.
6. září 1492 se na ostrově zastavil Kryštof Kolumbus na své cestě přes Atlantský oceán, při níž později objevil Ameriku.

## Geografie
Ostrov je převážně hornatý, nejvyšší pohoří a hora Garajonay (1 484 m) se nachází v centrální části ostrova. Zde také leží Národní park Garajonay, kde roste původní vavřínový les. Pro La Gomeru jsou charakteristická hluboká údolí, skalnaté vrcholky, mlžný opar nad zalesněným středem ostrova či terasovitá pole určená k pěstování zemědělských plodin. Působivá příroda a nedostatek písečných pláží způsobuje, že ostrov je ideální zejména k pěší turistice.

## Administrativní členění
Dělí se na 6 oblastí:
- Agulo
- Alajeró
- San Sebastián de la Gomera
- Hermigua
- Valle Gran Rey
- Vallehermoso

## Ekonomika
V oblastech přiléhajících k pobřežní nížině dominuje pěstování banánů, papáji, manga, avokáda, vinné révy a brambor. Dále se zde ještě pěstují některé druhy zeleniny, zejména rajčata. Na ostrově se nachází údajně až 100 000 palem a z některých se dělá palmový olej a palmový med. Chovají se kozy na mléko, z kterého se převážně ručně vyrábí sýr, který je typickým gastronomickým výrobkem ostrova. Výroba je v menším rozsahu. Izolovanost ostrova a obtížné obdělávání půdy bylo v minulosti hlavním důvodem odchodu řady obyvatel z ostrova (často do Jižní Ameriky).
Hospodářství je založeno z velké části na cestovním ruchu, i když ostrov nemá žádná velká turistická střediska.